# Währing

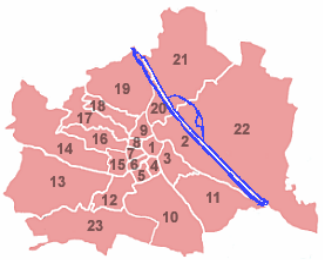
Wiens distrikt. Währing är nummer 18.

Währing är ett distrikt (tyska: Gemeindebezirk) i Österrikes huvudstad Wien. Wien är indelat i 23 distrikt och Währing har distriktsnummer 18.
Genom distriktet går Währinger Strasse, som är dess huvudgata. 
Antalet invånare är 50 800. Arean är 6,3 kvadratkilometer. Währing gränsar till distrikten Döbling,  Alsergrund och Hernals. 